# Rollkurve
Rollkurve ist ein mathematischer Begriff, der bestimmte Arten geometrischer Kurven umfasst. In der älteren Literatur findet man auch die Bezeichnung Roulette.
Der Begriff wird nicht einheitlich verwendet.

## Rollkurve im engeren Sinn
Zu einer gegebenen Kurve (Leitkurve) wird ein Kreis (Gangkreis) betrachtet, der auf der Leitkurve abrollt, ohne zu gleiten. Die Spur eines Punktes (erzeugender Punkt), der mit dem Gangkreis mitrotiert, ergibt dann eine Rollkurve. In vielen Fällen liegt der erzeugende Punkt auf dem Rand des Gangkreises, er kann sich aber auch im Inneren oder im Äußeren des Gangkreises befinden. Der Kreismittelpunkt wird oft als erzeugender Punkt ausgeschlossen, da dieser Fall meist zu uninteressanten Ergebnissen führt.
Für die verschiedenen Rollkurven gibt es unterschiedliche Bezeichnungen:
| Leitkurve                                 | Bezeichnungen                           | Grafik |
| ----------------------------------------- | --------------------------------------- | ------ |
| Gerade                                    | Trochoide, Spezialfall Zykloide         |        |
| Kreis (Abrollen außen)                    | Epitrochoide, Spezialfall Epizykloide   |        |
| Größerer Kreis (Abrollen innen)           | Hypotrochoide, Spezialfall Hypozykloide |        |
| Kleinerer Kreis (Abrollen mit Innenseite) | Peritrochoide, Spezialfall Perizykloide |        |

Liegt der die Kurve erzeugende Punkt innerhalb des rollenden Kreises, so nennt man die Rollkurve „verkürzt“ oder „gestreckt“, liegt er außerhalb, „verlängert“ oder „verschlungen“.

## Rollkurve im weiteren Sinn

Eine Parabel (grün) rollt auf einer kongruenten Parabel (blau), wobei diese fixiert bleibt. Der erzeugende Punkt ist der Scheitel der abrollenden Parabel und beschreibt die Rollkurve (rot gezeichnet). In diesem Fall ist die Rollkurve die Zissoide des Diokles. Grob gesagt, ist eine Rollkurve die Spur eines Punkts (Generator oder Pol), der an einer gegebenen Kurve befestigt ist, die wiederum auf einer weiteren, fixierten Kurve abrollt, ohne zu gleiten.

Gelegentlich werden auch Rollkurven betrachtet, bei denen eine beliebige Kurve (z. B. ein Kegelschnitt oder auch eine Gerade) auf einer Leitkurve abrollt.
| Leitkurve             | Rollende Kurve                  | Erzeugender Punkt   | Rollkurve                       |
| --------------------- | ------------------------------- | ------------------- | ------------------------------- |
| Beliebige Kurve       | Gerade                          | Punkt der Gerade    | Involute der Kurve              |
| Gerade                | Beliebige Kurve                 | Beliebig            | Zyklogon                        |
| Gerade                | Kreis                           | Beliebig            | Trochoide                       |
| Gerade                | Kreis                           | Punkt auf dem Kreis | Zykloide                        |
| Gerade                | Ellipse oder Hyperbel           | Mittelpunkt         | Sturmsche Roulette              |
| Gerade                | Kegelschnitt                    | Brennpunkt          | Delaunaysche Roulette           |
| Gerade                | Parabel                         | Brennpunkt          | Kettenlinie                     |
| Gerade                | Ellipse                         | Brennpunkt          | Elliptische Kettenlinie         |
| Gerade                | Hyperbel                        | Brennpunkt          | Hyperbolische Kettenlinie       |
| Gerade                | Gleichseitige Hyperbel          | Mittelpunkt         | Rectangular elastica            |
| Gerade                | Epitrochoide oder Hypotrochoide | Mittelpunkt         | Ellipse                         |
| Kreis                 | Kreis                           | Beliebig            | Epitrochoide oder Hypotrochoide |
| Äußeres eines Kreises | Kreis                           | Beliebig            | Epitrochoide                    |
| Äußeres eines Kreises | Kreis                           | Punkt auf dem Kreis | Epizykloide                     |
| Äußeres eines Kreises | Kreis mit gleichem Radius       | Beliebig            | Pascalsche Schnecke (Limaçon)   |
| Äußeres eines Kreises | Kreis mit gleichem Radius       | Punkt auf dem Kreis | Kardioide                       |
| Äußeres eines Kreises | Kreis mit dem halben Radius     | Punkt auf dem Kreis | Nephroide                       |
| Inneres eines Kreises | Kreis                           | Beliebig            | Hypotrochoide                   |
| Inneres eines Kreises | Kreis                           | Punkt auf dem Kreis | Hypozykloide                    |
| Inneres eines Kreises | Kreis mit gedritteltem Radius   | Punkt auf dem Kreis | Deltoide                        |
| Inneres eines Kreises | Kreis mit gevierteltem Radius   | Punkt auf dem Kreis | Astroide                        |
| Parabel               | Kongruente Parabel              | Scheitelpunkt       | Zissoide des Diokles            |